# Region Krasnodar
Koordinaten: 45° 30′ N, 39° 0′ O
Die Region Krasnodar (russisch Краснодарский край, Transliteration nach ISO-9 Krasnodarskij kraj, aussprachenahe Umschrift nach Duden Krasnodarski krai) ist seit 1937 eine Verwaltungseinheit (Krai) Russlands im Kaukasusvorland. Sie hat etwa 5,3 Millionen Einwohner und ist eine der am besten entwickelten Regionen Russlands. Die Region deckt das Territorium der historischen Region Kuban ab und wird umgangssprachlich und offiziell häufig noch als Kuban (russisch Кубань) bezeichnet. Verwaltungszentrum ist die Stadt Krasnodar. Die Region wird wegen ihrer Lage am Asowschen und Schwarzen Meer häufig die „Riviera Russlands“ genannt und umfasst bekannte Kurorte wie Sotschi, Noworossijsk, Anapa oder Jeisk. Ihre landwirtschaftliche Bedeutung brachte ihr darüber hinaus auch die Bezeichnung „Kornkammer Russlands“ ein.
Die Region Krasnodar grenzt im Südwesten an das Schwarze und im Nordwesten ans Asowsche Meer, im Norden an die Oblast Rostow, im Osten an die Region Stawropol, im Südosten an Karatschai-Tscherkessien und im Süden an Abchasien.
Die Enklave Adygeja liegt vollständig und der Fluss Kuban überwiegend in der Region Krasnodar.

## Geschichte

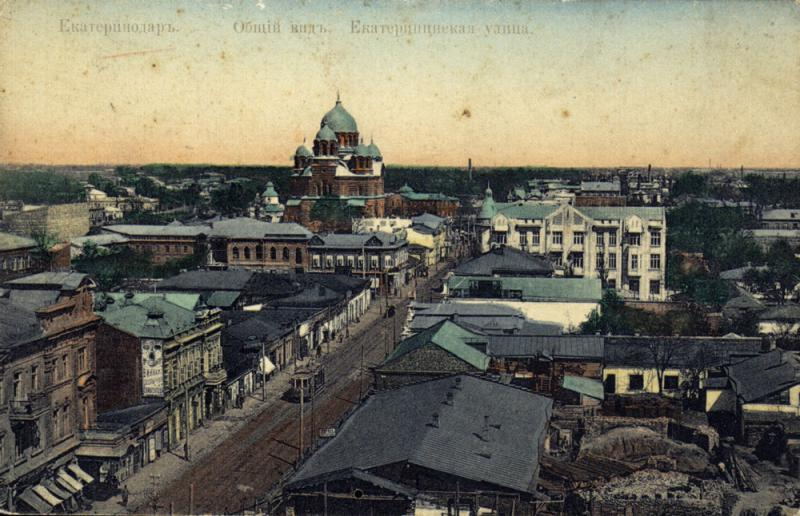
Die Hauptstadt Krasnodar im 19. Jahrhundert

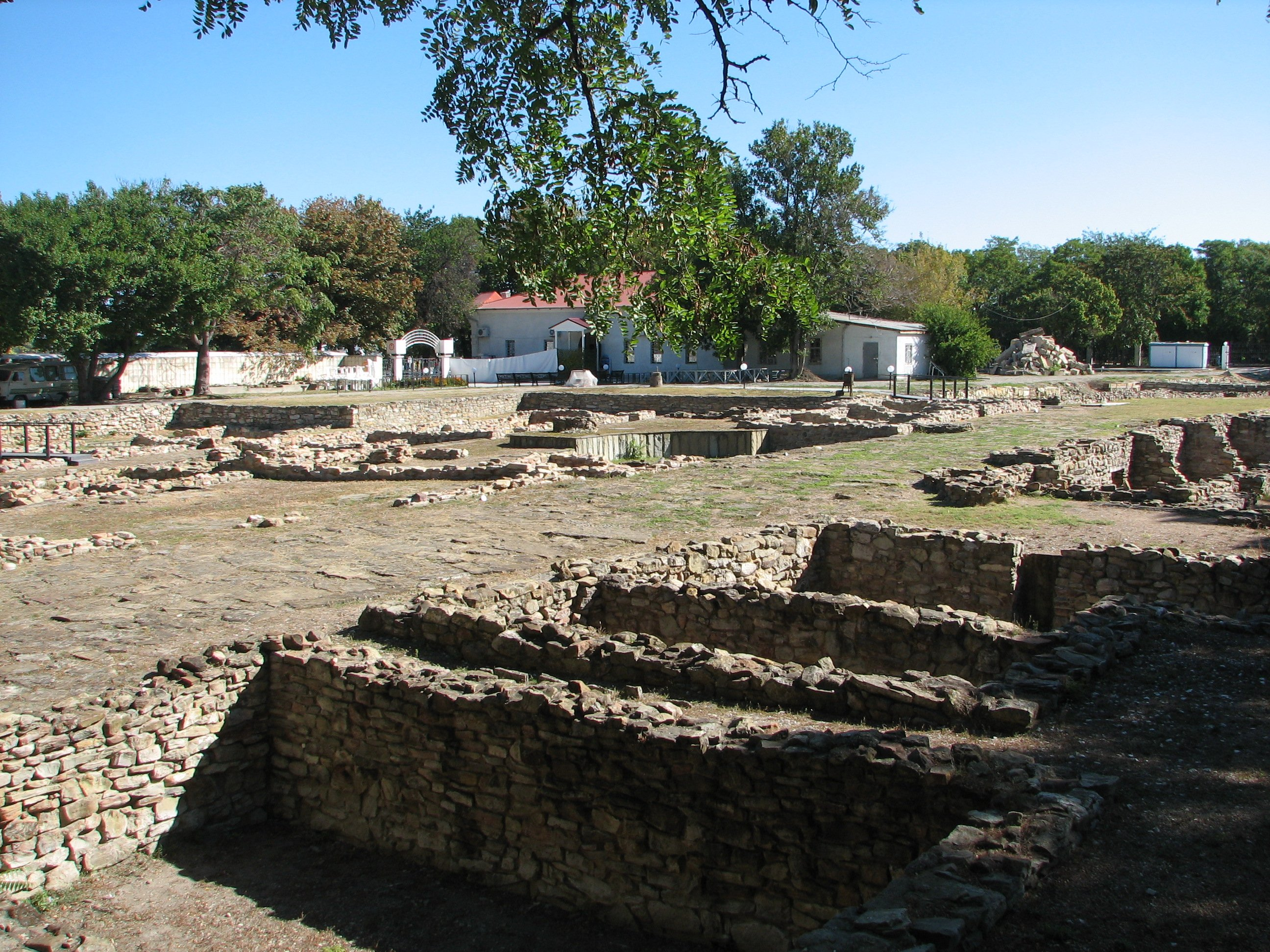
Archäologisches Museum Horhippia in Anapa (Foto von der Ausgrabung der antiken Stadt Horhippia)

Karte der Region mit englischer Beschriftung

Die günstigen natürlichen Bedingungen und das milde Klima haben hier sehr früh menschliche Siedlungen entstehen lassen. Viele Völker haben ihre Spuren hinterlassen – die antiken Griechen haben hier Städte und Kolonien gegründet. In der Nähe von Anapa sind Ruinen der ionischen Kolonien Gorgippia und Hermonassa erhalten geblieben. Zeitweise siedelten Alanen, Hunnen, Bulgaren, Chasaren, Petschenegen, Polowzer und Tataren in dem Gebiet. Im Mittelalter gab es auch Kolonien italienischer Kaufleute aus Genua, die enge Beziehungen zu den adygeischen Stämmen pflegten.
Die erste slawische Siedlung entstand im 10. Jahrhundert nach der Gründung des russischen Außenpostens der Kiewer Rus, das Fürstentum Tmutarakan auf der Tamanhalbinsel, welcher dort bis zum Einfall der Mongolen bestand. Die zweite Welle russischer Besiedelung steht mit der Zerschlagung des Aufstandes von Kondrati Bulawin in Verbindung, als sein Mitstreiter Ignat Nekrassow die überlebenden Kämpfer in diese Gegend führte.
Im 18. Jahrhundert, nach einer Reihe russisch-osmanischer Kriege, kam diese Region unter russische Herrschaft. 1793 schenkte die russische Kaiserin Katharina II. den Schwarzmeerkosaken für ihre Verdienste das Land am rechten Ufer des Flusses Kuban bestehend aus der Tamanhalbinsel mitsamt der Umgebung, um so die neue Südgrenze Russlands zu schützen. Im 19. Jahrhundert wurde die Region Schauplatz des Kampfes kaukasischer Bergbewohner um die Unabhängigkeit. Im Laufe des russischen Bürgerkrieges war sie eins der Zentren der weißen, konterrevolutionären Bewegung.
Der Krai Krasnodar besteht seit 13. September 1937, als im Rahmen der Russischen SFSR der Sowjetunion der Krai Asow-Schwarzmeer in den Krai Krasnodar und die Oblast Rostow geteilt wurde.
Anfang Juli 2012 wurden durch ungewöhnlich heftige Regenfälle in der Region schwere Erdrutsche und Überschwemmungen verursacht, bei denen mehr als 140 Menschen ums Leben kamen (siehe Flutkatastrophe in der Region Krasnodar 2012). Die meisten Toten waren im Rajon Krymsk zu beklagen, wo der Fluss Bakana über die Ufer trat. Weitere Opfer gab es im Badeort Gelendschik und der Hafenstadt Noworossijsk. Mindestens 13.000 Menschen sind nach Behördenangaben von den Überschwemmungen betroffen.

## Bevölkerung
Mit einer Bevölkerungszahl von etwa 5,3 Mio. Menschen ist die Region nach der Oblast Moskau die am dichtesten besiedelte Region Russlands. In Krasnodar sind fast alle Völker und Religionen Russlands vertreten, wenngleich ethnische Russen mit etwa 88,3 % eine klare Bevölkerungsmehrheit stellen. Die zahlenmäßig bedeutendste Minderheit sind die rund 282.000 Armenier, die 5,5 % der Bevölkerung ausmachen. Krasnodar ist damit die russische Region mit dem höchsten armenischen Bevölkerungsanteil in Russland. Eine weitere ethnokulturelle Besonderheit ist das Siedlungsgebiet der Kosaken; im nördlichen Teil der Region beträgt ihr Bevölkerungsanteil etwa ein Fünftel. Katharina II. holte deutsche Bauern in die Region, deren Nachkommen noch heute hier leben und eine von mehr als 120 in der Region lebenden Volksgruppen und Kulturen sind.
Die Region Krasnodar ist nach Moskau attraktivstes Zuwanderungsziel des Landes.

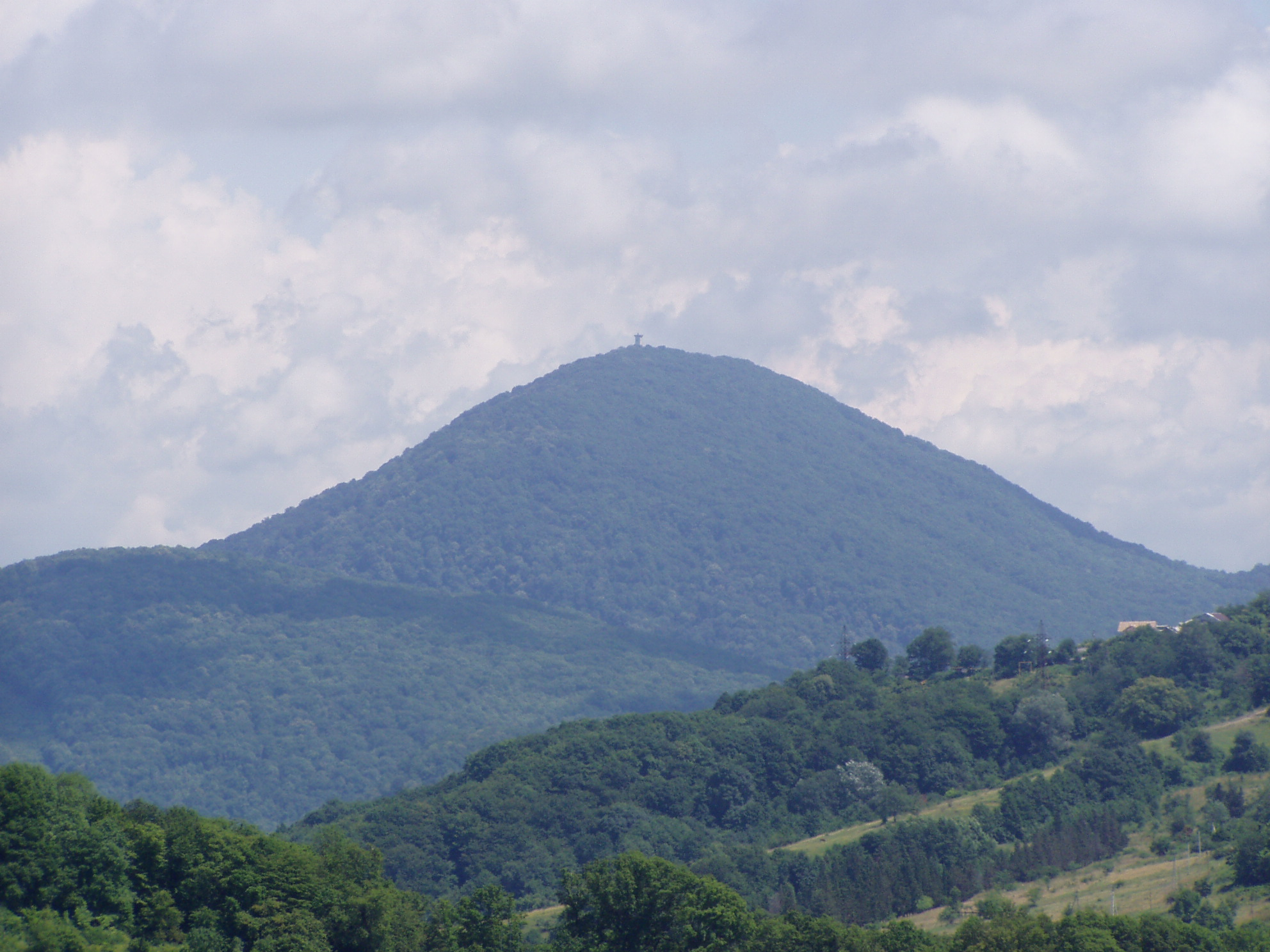
Achun-Berg bei Sotschi

## Naturraum

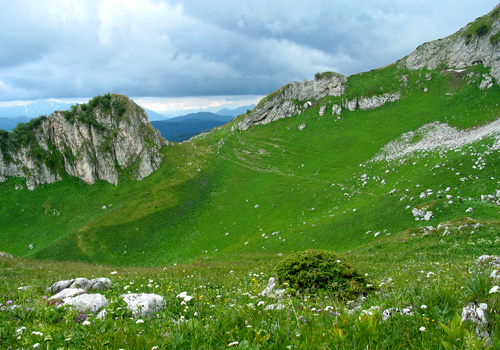
Apscheron-Gebirge

Die Region bildet die südwestlichste Spitze Russlands und liegt am Asowschen Meer und am Schwarzen Meer, von der Halbinsel Krim wird es durch die Straße von Kertsch getrennt. Nach dem Zerfall der Sowjetunion war sie vorübergehend die einzige Region Russlands mit Zugang zum Schwarzen Meer. Angrenzend sind die Oblast Rostow, die Region Stawropol und die autonome Republik Karatschai-Tscherkessien. Im Südosten grenzt sie an die Teilrepublik Abchasien. Sie umschließt außerdem die Republik Adygeja.
Geographisch zerfällt die Region in zwei Teile. Den gebirgigen Süden am Schwarzen Meer bilden die westlichen Ausläufer des Kaukasus, das Klima dort ist mediterran. Der Norden, der vom Kuban durchflossen wird, geht in das Tiefland über, wo das Klima kontinentaler geprägt ist. Die durchschnittlichen Jahresniederschlagsmengen variieren zwischen 400 mm in der Niederung und 3200 mm in den Ausläufern des Kaukasus. Die Vegetationsperiode beträgt 220–240 Tage.

## Wirtschaft

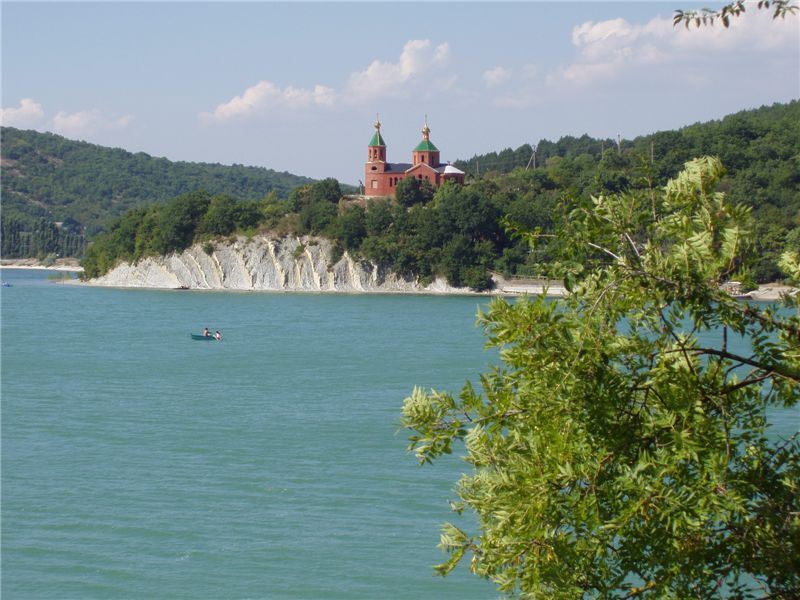
Abrau-See

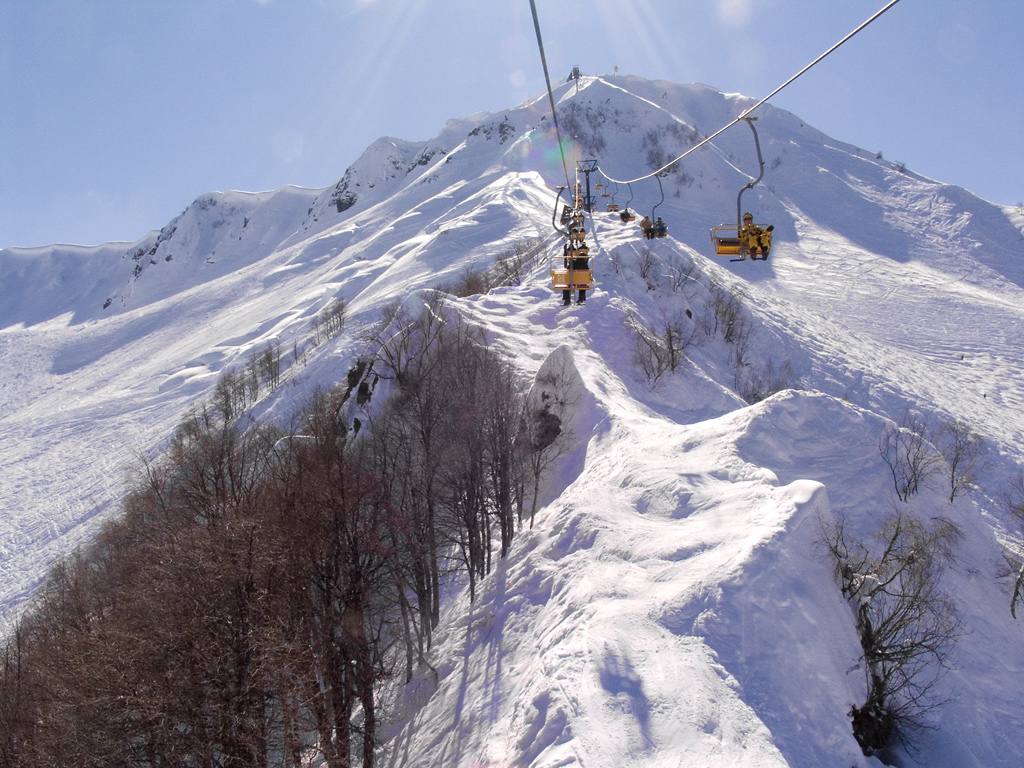
Das Skiressort von Krasnaja Poljana wird mit Milliardeninvestitionen zum exklusiven Wintersportresort ausgebaut. Im Jahre 2014 wurden hier die Schneesportwettbewerbe der an Sotschi vergebenen Olympischen Winterspiele 2014 ausgetragen.

Die Region zählt zu den dichtestbesiedelten und wirtschaftlich am stärksten entwickelten Regionen Russlands. Insbesondere die Landwirtschaft ist ein Schwerpunkt der Region. Die fruchtbaren Schwarzerdeböden brachten der Region Krasnodar den Namen „Kornkammer Russlands“ ein, die nördlichen Steppengebiete sind fast vollständig kultiviert, heute werden Getreide und Sonnenblumen angebaut. Im Süden lassen die klimatischen Bedingungen auch den Anbau von Tee, Tabak und Zitrusfrüchten zu. Die Region ist auch durch ihren Wein bekannt, der überwiegend an der Küste angebaut wird. Weinsorten wie Fanagoria, oder Abrau-Djurso, die hier hergestellt werden, sind Vorzeigeprodukte des Krasnodarer und russischen Weinanbaus.
Die führenden Positionen in der verarbeitenden Branche nimmt die Lebensmittelindustrie mit über 2200 verschiedenen Betrieben ein. In der Region werden Zucker, Fleisch-, Obst-, Gemüse- und Fischkonserven sowie ein breites Angebot an Fleisch-, Milch-, Konditorei-, Fett-, Spirituosen- und Tabakerzeugnissen hergestellt. In der Region wird ebenso eine breite Palette an Maschinenbauprodukten gefertigt. Diese sind Zerspanungs- und Holzbearbeitungsmaschinen, Umformmaschinen, Tiefbrunnenpumpen, Apparaturen für die Erdölindustrie, Kompressoren sowie Maschinen und Ausrüstungen für die Land- und Forstwirtschaft.
Zudem ist die Region schon seit den Zeiten des Russischen Kaiserreichs das wichtigste Erholungsgebiet des Landes. Der Tourismus konzentriert sich auf die Schwarzmeerküste mit seinen zahlreichen Seebädern. Daneben wird an den Ausläufern des Kaukasus Berg- und Skitourismus betrieben.
In der Region ist die Rohstoffwirtschaft ebenso bedeutend. Die größten in der Region vorkommenden Rohstoffe sind Erdöl, Erdgas, Quecksilbererze, Kochsalz, Gips, Kalkstein, Mergel, Sand, Kies sowie Mineral- und Thermalwasser. Aus den Tiefen der Region werden jährlich 1,7–1,9 Mio. t Erdöl und mehr als 2 Mrd. m³ Erdgas gefördert. Auf dem Territorium der Region befindet sich auch ein großes unterirdisches Süßwasserreservoir, das Asow-Kuban-Bassin. Von den 42 vorhandenen Mineralquellen werden zurzeit 17 ausgebeutet.

## Infrastruktur

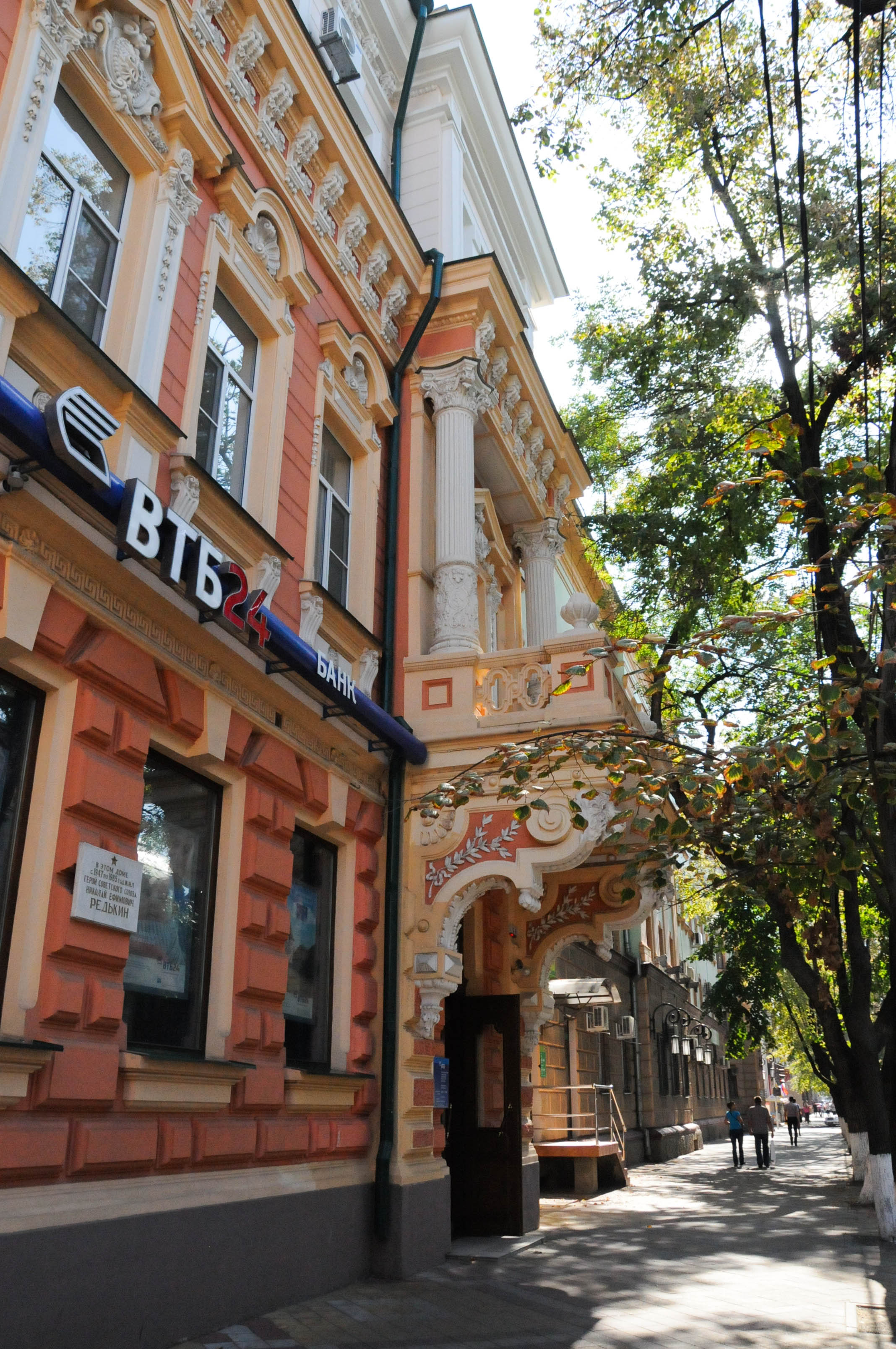
Straßenzüge in Krasnodar

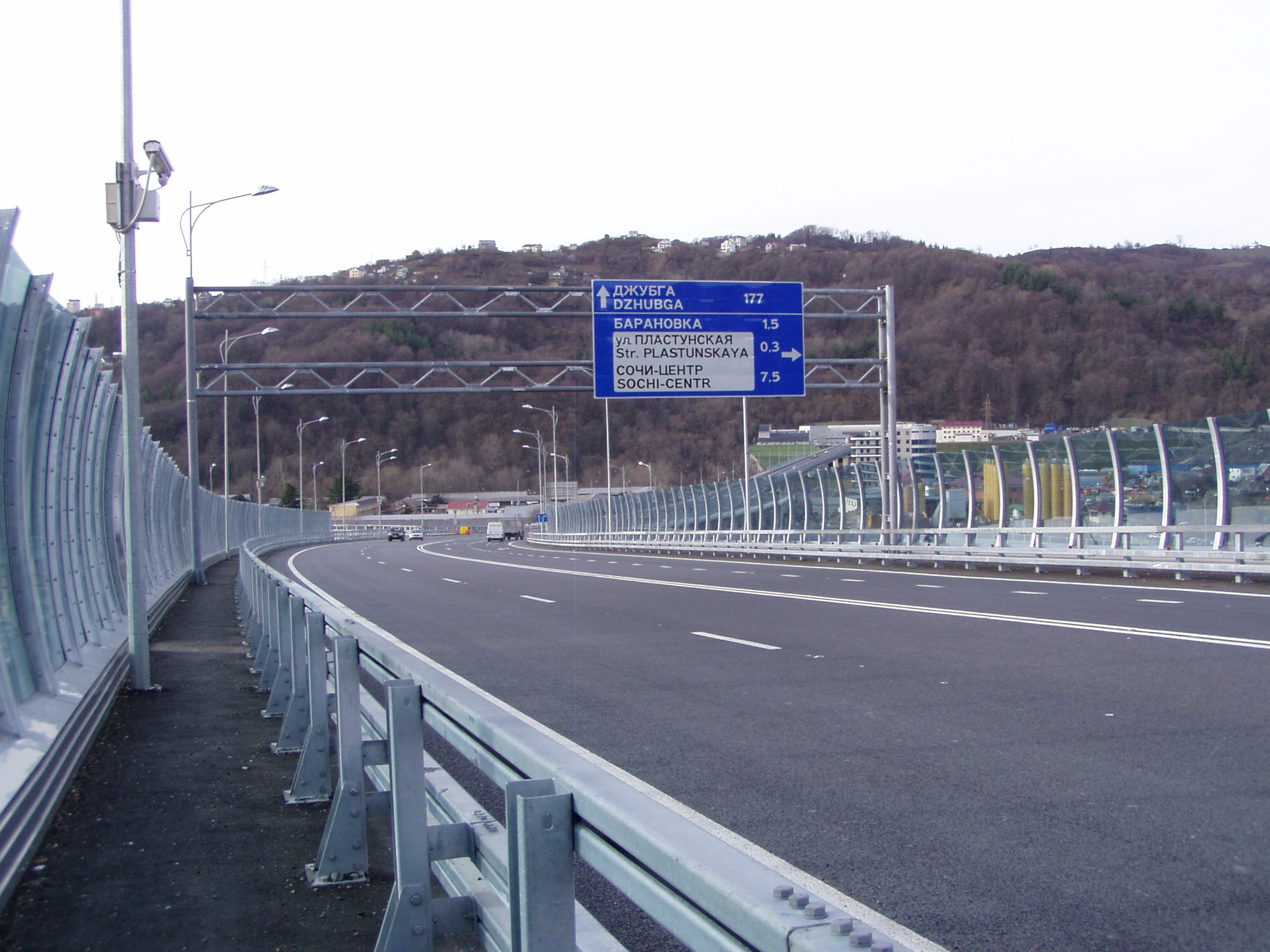
Umgehungsstraße in Sotschi

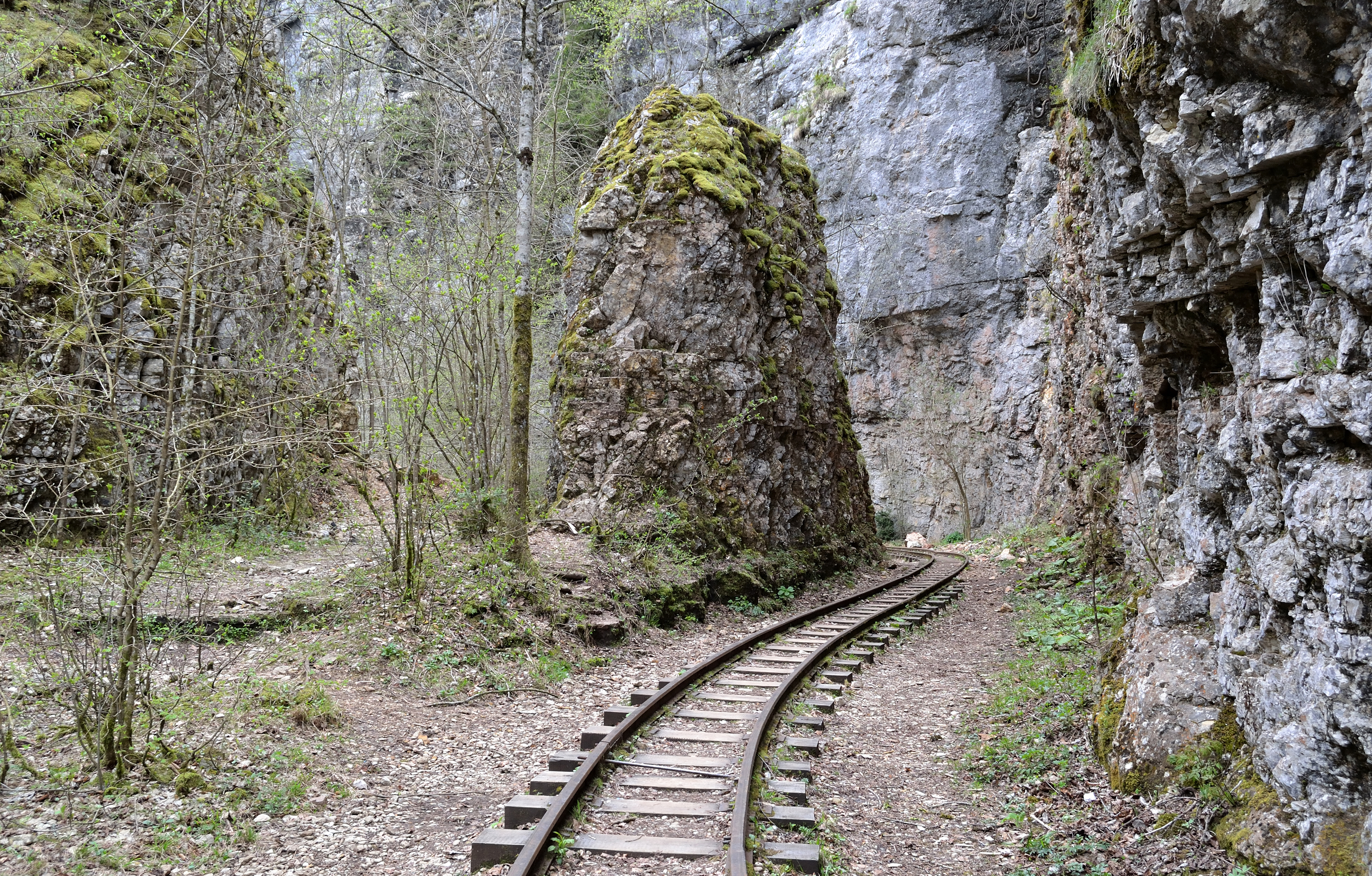
Gebirgsbahn, Waldbahn Apscheronsk

Die Grundlage des Transportsystems der Region Krasnodar bilden die Seehäfen, die Nordkaukasische Eisenbahn und die Verkehrs- und Straßenverkehrsbetriebe. Mehr als 40 Prozent aller Außenhandelsgüter, die Russland über einen Hafen verlassen oder erreichen, werden in den Seehäfen der Region umgeschlagen. Die Region Krasnodar verfügt über acht Seehäfen, die für den internationalen Verkehr offen sind, einschließlich Noworossijsk, größter Seehafen Russlands, sowie dem vom Umschlagvolumen her drittgrößten Seehafen des Landes, Tuapse. Die Seehäfen Sotschi, Anapa und Gelendschik dienen primär der Fahrgastbeförderung und dem Tourismus. In kleinerem Umfang werden jedoch auch hier Frachtgüter abgefertigt.
Die Region Krasnodar ist das Eisenbahnzentrum im Süden Russlands. Die Länge des Schienennetzes beträgt 2200 km. Der Anteil am Gesamtvolumen der Nordkaukasischen Eisenbahn im Bereich der Region Krasnodar beträgt 36,3 % im Güterverkehr und 41,9 % im Personenverkehr. Drei große internationale Flughäfen (Stadt Krasnodar, Adler/Sotschi und Anapa) besitzen internationalen Standard und wickeln den Personen- und Luftfrachtverkehr ins In- und Ausland ab.

## Verwaltungsgliederung und Städte
Die Region ist in sieben Stadtkreise und in 37 Rajons (Landkreise) unterteilt.
Neben dem Regionsverwaltungszentrum Krasnodar gibt es drei weitere Großstädte: den Erholungsort Sotschi, die wichtigste russische Hafenstadt am Schwarzen Meer Noworossijsk sowie Armawir. Insgesamt gibt es in der Region 26 Städte und 12 Siedlungen städtischen Typs, außerdem mehrere Dutzend größere Stanizen und andere ländliche Ansiedlungen mit mehr als 10.000 Einwohnern.

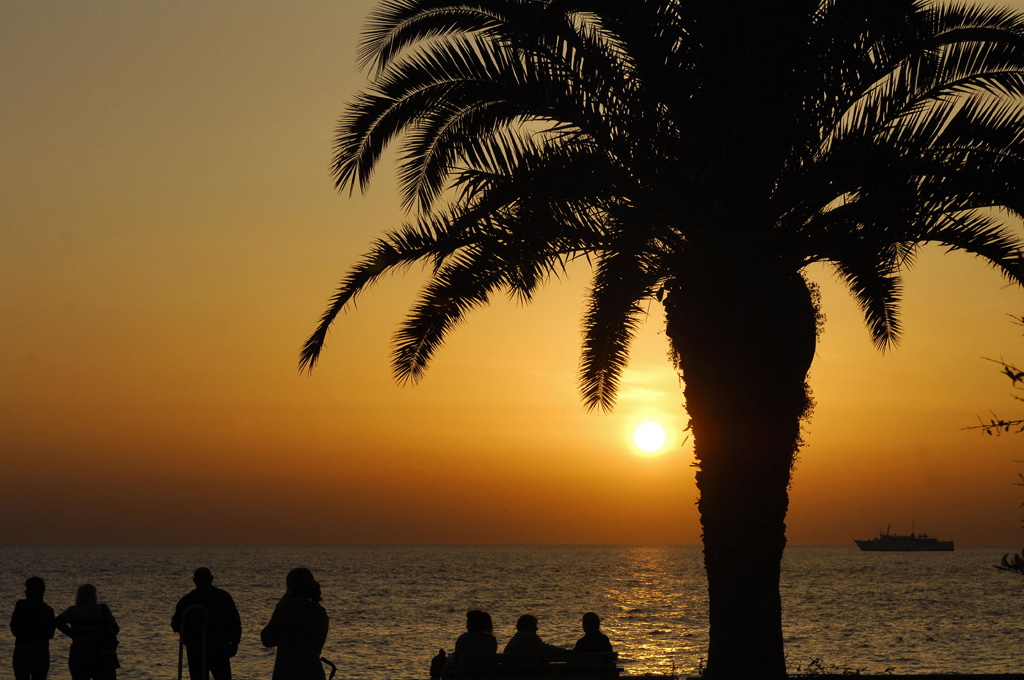
Sonnenuntergang am Strand in Sotschi

| Name         | Russisch     | Einwohner (14. Oktober 2010) |
| ------------ | ------------ | ---------------------------- |
| Krasnodar    | Краснодар    | 744.995                      |
| Sotschi      | Сочи         | 343.334                      |
| Noworossijsk | Новороссийск | 241.952                      |
| Armawir      | Армавир      | 188.832                      |
| Jeisk        | Ейск         | 087.769                      |
| Kropotkin    | Кропоткин    | 080.765                      |